# آلبوم موسیقی متن
آلبوم موسیقی متن نوعی آلبوم موسیقی است که در آن موسیقی متن از یک فیلم بلند یا برنامه تلویزیونی است. اولین آلبوم موسیقی متن که منتشر شد، سفیدبرفی و هفت کوتوله والت دیزنی در سال ۱۹۳۸ بود که موسیقی متن فیلمی به همین نام است. اولین آلبوم موسیقی متنی که از روی آن ارکستر اجرا شده‌است، فیلم کتاب جنگل الکساندر کوردا در سال ۱۹۴۲ بود که موسیقی متنش را میلکوش روژا ساخته‌است. با این حال، این آلبوم صدای سابو، ستاره فیلم را اضافه کرد و داستان را در نقش شخصیت موگلی روایت می‌کند.